# Dellwood (Minnesota)
Dellwood és una població dels Estats Units a l'estat de Minnesota. Segons el cens del 2000 tenia 1.033 habitants.

## Demografia
Segons el cens del 2000, Dellwood tenia 1.033 habitants, 353 habitatges, i 304 famílies. La densitat de població era de 144,5 habitants per km².
Dels 353 habitatges en un 42,8% hi vivien nens de menys de 18 anys, en un 80,7% hi vivien parelles casades, en un 3,4% dones solteres, i en un 13,6% no eren unitats familiars. En el 10,8% dels habitatges hi vivien persones soles el 3,7% de les quals corresponia a persones de 65 anys o més que vivien soles. El nombre mitjà de persones vivint en cada habitatge era de 2,93 i el nombre mitjà de persones que vivien en cada família era de 3,16.
Per edats la població es repartia de la següent manera: un 29,7% tenia menys de 18 anys, un 5,3% entre 18 i 24, un 18,6% entre 25 i 44, un 37% de 45 a 60 i un 9,4% 65 anys o més.
L'edat mediana era de 44 anys. Per cada 100 dones de 18 o més anys hi havia 96,2 homes.
La renda mediana per habitatge era de 129.136 $ i la renda mediana per família de 133.717 $. Els homes tenien una renda mediana de 84.792 $ mentre que les dones 50.625 $. La renda per capita de la població era de 61.592 $. Entorn de l'1,6% de les famílies i l'1,9% de la població estaven per davall del llindar de pobresa.

## Poblacions més properes
El següent diagrama mostra les poblacions més properes.